# 奥石廊ユウスゲ公園
奥石廊ユウスゲ公園（おくいろうユウスゲこうえん、座標）は、静岡県賀茂郡南伊豆町にある公園。静岡県道16号下田石廊松崎線沿いに位置する。伊豆半島および静岡県では唯一、そして日本有数のユウスゲ（ユリ科ワスレグサ属の多年草）の群生地である。単にユウスゲ公園、また池の原ユウスゲ公園とも呼ばれる。
行政区画上は南伊豆町大字入間と同町大字石廊崎に跨る形で位置する。南伊豆町が群生地周辺に公園を整備し、2000年（平成12年）に完成した。南伊豆町の資料によれば、オープンは2001年（平成13年）4月1日となっている。公園面積は約600 m2、もしくは3 ha、10 haと報じられている。伊豆半島ジオパークのジオサイトとして選定されている。

## 地理

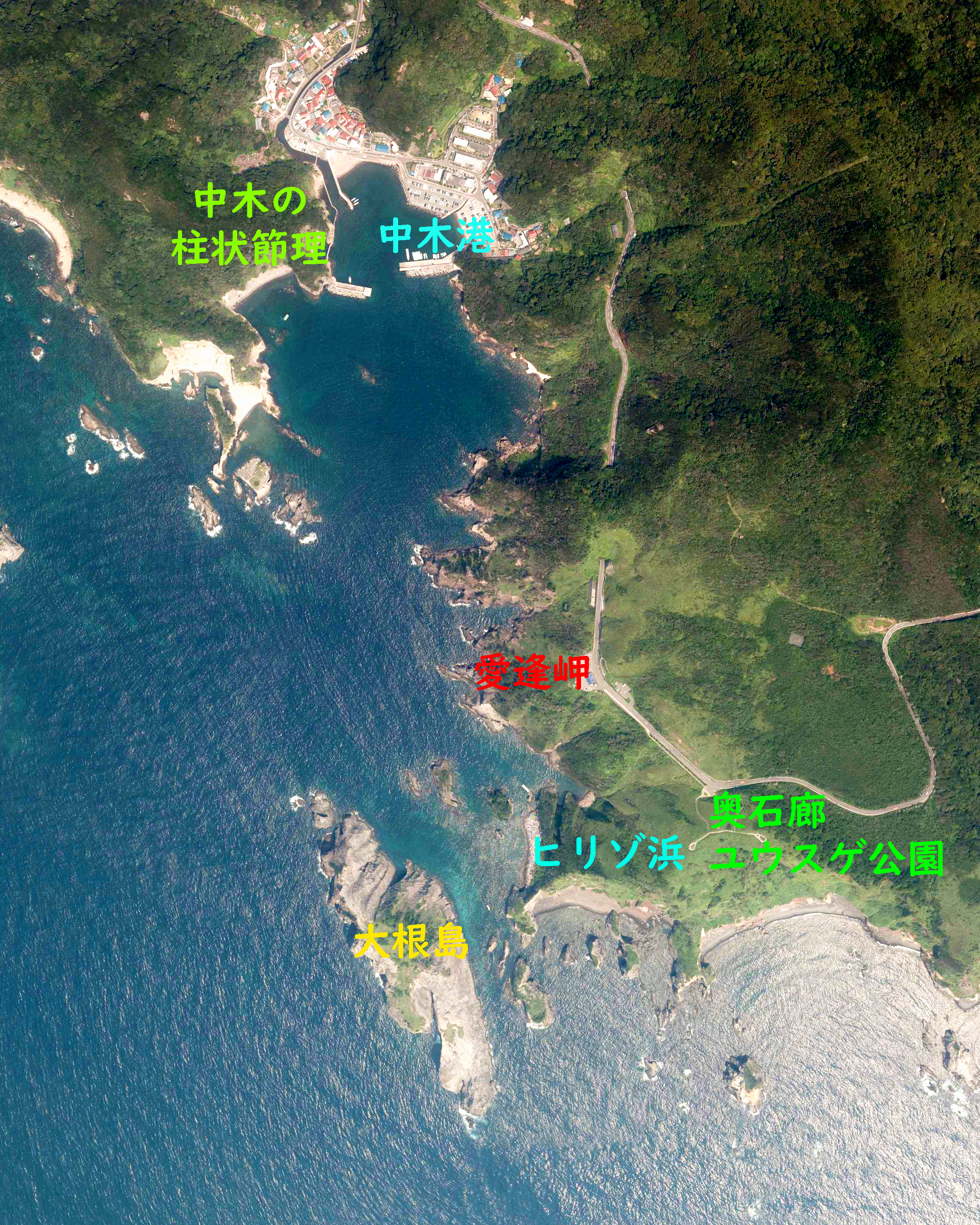
奥石廊ユウスゲ公園周辺の空中写真。。2013年8月11日撮影。

伊豆半島の最南端である石廊崎の西方にある「奥石廊」と呼ばれるエリアには「池の原」と呼ばれる小さな高原がある。池の原は暗灰色から優黒色の溶岩からなる地形で、盾状溶岩丘（標高約110 m）とそれから南東へ続く溶岩流から構成され、太平洋（フィリピン海・駿河湾）に面した海食崖の上に海抜高度約50 mの比較的平坦な地形が広がり、ススキなどの茅が一面に生い茂っている。
奥石廊は数百万年前の海底火山の噴出物が広く分布しており、火山活動で形成された火山角礫岩層が隆起し、荒波によって削られた波食地形が広がる。このことから岩石海岸の険しい海岸線が特徴的だが、池の原一帯は約40万年前ごろの中期更新世（伊豆半島が本州に衝突して陸続きになった後）に活動していた標高106 mの火山「南崎」（なんざき、座標）からの噴出物である玄武岩質の溶岩流やスコリア丘によって険しい谷が埋め立てられたことにより、なだらかな丘が形成されている。南崎は石廊崎の西北西約1.5 kmに位置し、1つのスコリア丘とそれを一部覆うアルカリ玄武岩の溶岩流からなる単成火山で、東西約1 km、南北約0.7 kmの小火山体である。南崎からは東日本では数少ないネフェリン、および日本では珍しいベイサナイト（珪酸不飽和の玄武岩の一種）が発見されている。石廊崎港から出ている遊覧船に乗船して海上からユウスゲ公園を見ると、白い岩石からなる海底火山の噴出物の上に、南崎火山からの噴出物（灰色の溶岩流・鉄分が酸化した赤茶色のスコリア）が積み重なっている様子や、海食崖（西側の高さ約90 m）に露出した南崎火山の火口の断面が観察できる。

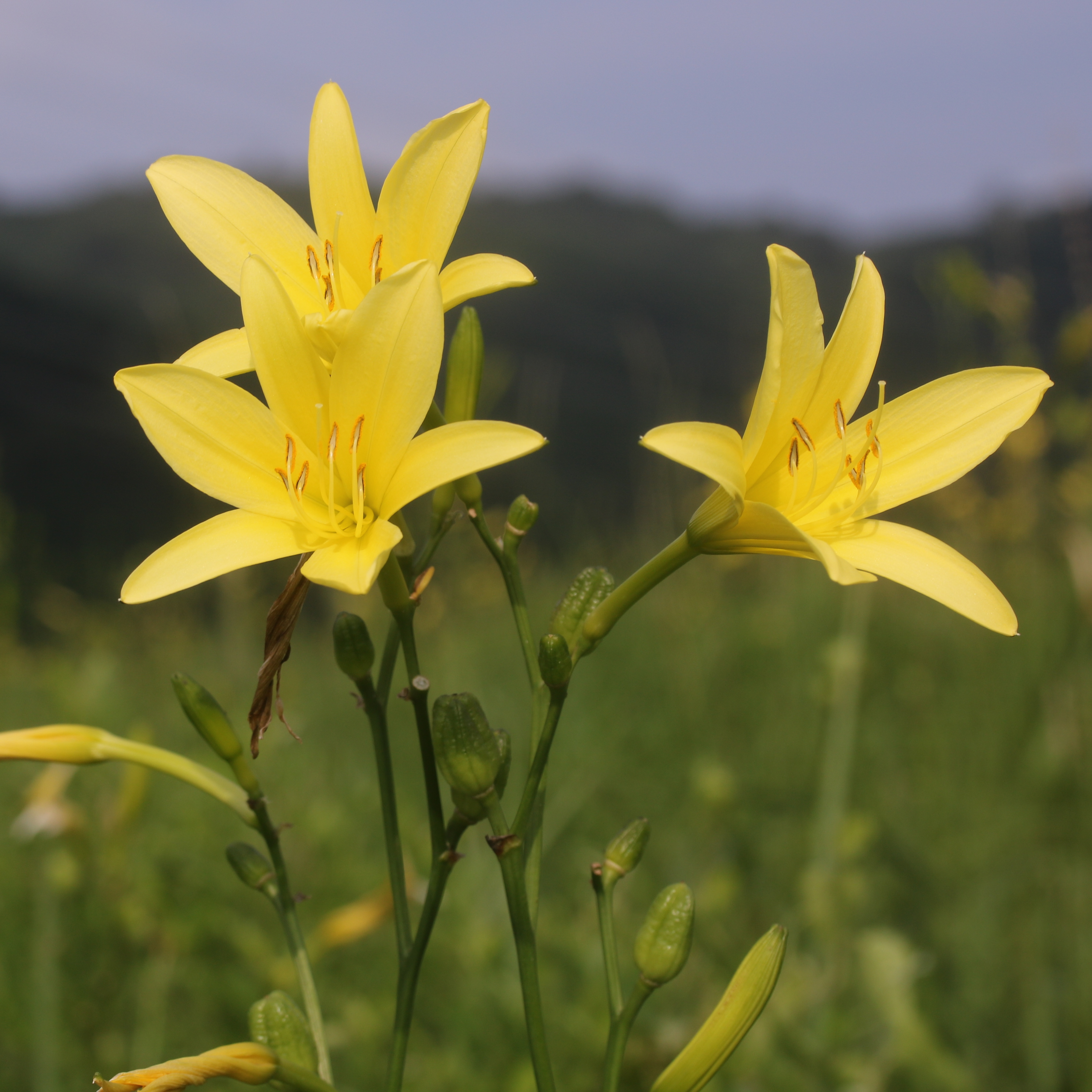
ユウスゲの花。滋賀県の伊吹山で撮影

その池の原の海岸から山にかけて広がる約10 haの草原、離れ小島などにユウスゲが群生しており、奥石廊を一望できる丘の上に「ユウスゲ公園」がある。ユウスゲは7月中旬から8月中旬にかけて開花する植物で、夕方ごろ（14 - 15時ごろ）から黄色い花を咲かせ始め、18時ごろには満開となるが、翌朝には花がしぼむ。ユウスゲは日本では全国的に希少な植物であり、富士箱根伊豆国立公園の指定植物になっており、半島南端の夏の風物詩として親しまれている。周囲は木が少なく日当たりが良いため、ユウスゲ以外にも一年中草花を観察することができる。

## 歴史
池の原には日本でも数少ないユウスゲの群生地が残っていたことから、南伊豆町は希少価値の高いユウスゲを保護・育成し、地域の地域観光資源として活用するため「ユウスゲの里づくり」を推進した。1995年（平成7年）、もしくは1996年（平成8年）2月には、町や県、静岡県農業試験場南伊豆分場、下田南高校南伊豆分校の生徒、地元住民らによる「ユウスゲ愛好会」が結成された。愛好会は群生地の現状・分布調査を行い、ユウスゲの生育を阻害する茅を刈り取ったり、採取したユウスゲの種子を発芽試験栽培した上で、育った苗を植栽したりといった保護活動を行った。愛好会は翌1997年（平成9年）から休眠状態になっており、その間の増殖などは町と県農業試験場南伊豆分場、下田南高校南伊豆分校の生徒らの手で行われていたが、2001年（平成13年）2月には行政と民間が連携して貴重な群生地の保全・保護などをより積極的に行い、群生地をより多くの人々に知ってもらうことを目的に、環境省自然保護官などの専門家や学校関係者、地元住民らも加わって愛好会が再結成された。
1997年10月に初の植栽活動が行われ、それから2度目の夏となる1999年（平成11年）7月ごろには花壇に植栽した花が初めて満開を迎えた。2000年には南伊豆町が群生地周辺を公園化し、遊歩道から間近に花を鑑賞できるようになった。また同年には木造モニュメントも整備されたが、このモニュメントは潮風で老朽化したため、町は2014年（平成26年）3月には新たに御影石製の円形のモニュメントを整備した。このモニュメントには鐘が取り付けられ「ハッピーベル」と呼ばれているが、この「幸せを招く鐘」は、後述する「愛逢岬」（座標）の名に由来するものである。

## 特徴
ユウスゲ公園は海岸の景勝を見下ろす丘にあり、周囲にはリアス式海岸が広がる。遊歩道からは愛逢岬から伊豆西南海岸の景観を、公園からはヒリゾ浜や大根島、入間千畳敷、波勝崎などの複雑な海岸線や駿河湾が眺望できる。群生地を保護するため、遊歩道以外は立ち入り禁止になっている。
駿河湾の夕陽を眺めることもでき、夕方になると夕陽の赤、海の青、そしてユウスゲの花の黄色のコントラストにより、独特の風景が作り出されると評されている。石廊崎以東と比べてやや遠景にはなるが、公園の頂上からは初日の出を眺めることもできる。
ユウスゲ公園から下田石廊松崎線沿いに約300 m東方には愛逢岬がある。ユウスゲ公園と愛逢岬の間に「大根島」があり、崖下にヒリゾ浜がある。

## メディアでの紹介
2019年4月 - 6月にかけて行われた「静岡デスティネーションキャンペーン」の宣伝のため、東日本旅客鉄道（JR東日本）が同年3月から放送したテレビCM「大人の休日倶楽部『伊豆半島ジオパーク編』」では、伊豆半島のジオサイトの1つとしてユウスゲ公園が取り上げられている。

## アクセス
最寄りバス停は東海バスの「愛逢岬」バス停（座標）で、ユウスゲ公園までは徒歩約5分の場所に位置する。伊豆急下田駅からの所要時間はバスで約45分、ないし60分である。ただし「愛逢岬」バス停の停車本数は1方向あたり1 - 2便/日と少ない。
公園そばに数台分の駐車場があるほか、「愛逢岬」にも駐車場がある。